# David Testo
Pour les articles homonymes, voir Testo (homonymie).
David Testo, né le 7 août 1981 à Winston-Salem en Caroline du Nord, est un joueur de soccer américain évoluant au poste de milieu de terrain.

## Biographie
Il commence sa carrière professionnelle en 2003 avec les Kickers de Richmond en A-League. En 2004 et 2005, il joue avec le Crew de Columbus en Major League Soccer. En 2006, il rejoint avec les Whitecaps de Vancouver en signant un contrat de deux ans. Avec les Whitecaps, Testo connait une grande saison en 2006 et décroche son premier titre, celui de USL-1.
Le 26 juillet 2007, il est échangé à l'Impact de Montréal en compagnie de Joey Gjertsen en retour d'Alen Marcina (en) et de José Gomes-Santana. Le 30 septembre 2009, il remporte le titre de USL-1 pour la deuxième fois de sa carrière. Au terme de cette même saison, il signe une nouvelle entente de deux ans, assurant sa présence dans l'équipe jusqu'au terme de l'exercice 2011.
À la suite du camp d'essai pour la MLS, il est libéré par l'Impact en octobre 2011. C'est cette même année qu'il révèle son homosexualité lors d'une entrevue pour Radio Canada. Il devient le premier joueur américain de soccer à effectuer un coming out en se déclarant gay.
Il est membre de l'Advisory Board for You Can Play (en), une campagne ayant pour but de lutter contre l'homophobie dans le sport. Il fait une apparition dans le documentaire Standing on the Line (en) du réalisateur Paul-Émile d'Entremont en 2019.

## Palmarès
Whitecaps de Vancouver
- Champion de USL-1 en 2006

 Impact de Montréal
- Champion de USL-1 en 2009
- Vainqueur du Championnat canadien en 2008
- Vainqueur de la Coupe des Voyageurs en 2007 et 2008

## Statistiques
| Saison                | Club                   | Championnat           | Championnat | Championnat | Coupe(s) nationale(s) | Coupe(s) nationale(s) | Compétition(s) continentale(s) | Compétition(s) continentale(s) | Compétition(s) continentale(s) | Séries | Séries | Total | Total |
| Saison                | Club                   | Division              | M.          | B.          | M.                    | B.                    | Comp.                          | M.                             | B.                             | M.     | B.     | M.    | B.    |
| 2003                  | Kickers de Richmond    | A-League              | 28          | 6           | -                     | -                     | -                              | -                              | -                              | -      | -      | 28    | 6     |
| 2004                  | Crew de Columbus       | MLS                   | 16          | 0           | 0                     | 0                     | -                              | -                              | -                              | 0      | 0      | 16    | 0     |
| 2005                  | Crew de Columbus       | MLS                   | 17          | 1           | 0                     | 0                     | -                              | -                              | -                              | -      | -      | 17    | 1     |
| Sous-total            | Sous-total             | Sous-total            | 33          | 1           | 0                     | 0                     | -                              | -                              | -                              | -      | -      | 33    | 1     |
| 2006                  | Whitecaps de Vancouver | USL-1                 | 21          | 6           | -                     | -                     | -                              | -                              | -                              | 5      | 1      | 26    | 7     |
| 2007                  | Whitecaps de Vancouver | USL-1                 | 16          | 1           | -                     | -                     | -                              | -                              | -                              | -      | -      | 16    | 1     |
| Sous-total            | Sous-total             | Sous-total            | 37          | 7           | -                     | -                     | -                              | -                              | -                              | 5      | 1      | 42    | 8     |
| 2007                  | Impact de Montréal     | USL-1                 | 7           | 1           | -                     | -                     | -                              | -                              | -                              | 2      | 0      | 9     | 1     |
| 2008                  | Impact de Montréal     | USL-1                 | 20          | 1           | 4                     | 1                     | LCC                            | 5                              | 0                              | 2      | 1      | 31    | 3     |
| 2009                  | Impact de Montréal     | USL-1                 | 26          | 1           | 2                     | 0                     | LCC                            | 2                              | 0                              | 6      | 1      | 36    | 2     |
| 2010                  | Impact de Montréal     | USSF D2 Pro           | 24          | 0           | 3                     | 0                     | -                              | -                              | -                              | 2      | 0      | 29    | 0     |
| 2011                  | Impact de Montréal     | NASL                  | 20          | 0           | 2                     | 0                     | -                              | -                              | -                              | -      | -      | 22    | 0     |
| Sous-total            | Sous-total             | Sous-total            | 97          | 3           | 11                    | 1                     | -                              | 7                              | 0                              | 12     | 2      | 127   | 6     |
| Total sur la carrière | Total sur la carrière  | Total sur la carrière | 195         | 17          | 11                    | 1                     | -                              | 7                              | 0                              | 17     | 3      | 230   | 21    |